# Грохочение

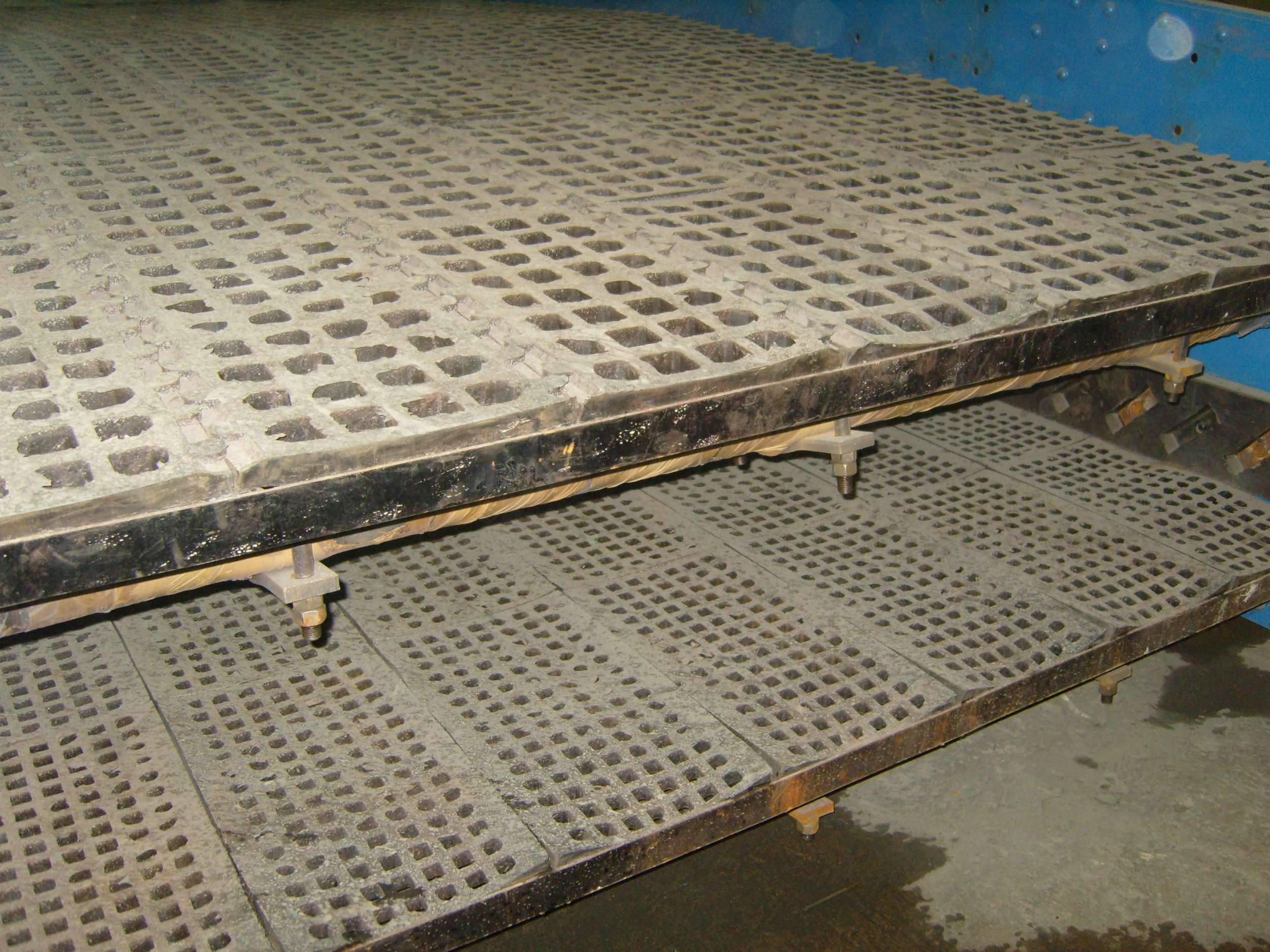
Полиуретановые сита грохота для сортировки дроблёной руды

Грохоче́ние — процесс разделения различных по размерам кусков материала на классы крупности путём просеивания через одно или несколько сит или решёт.
Продукт, который поступает на сито, но еще не просеян, называют исходным. Остающийся на сите материал называется надрешётным (верхним), а прошедший через отверстия сита — подрешётным (нижним) продуктами. Продукты грохочения могут выделяться от крупного класса к мелкому, от мелкого класса к крупному или по комбинированной схеме. Грохочение в промышленности производится при помощи грохотов. Процедуру обычно применяют к материалам с частицами размером 1-2 мм. 

## Классификация процессов

Схема работы многодечного инерционного грохота

По назначению различают следующие операции грохочения:
- вспомогательное грохочение — применяется на горно-обогатительных комбинатах в технологических схемах дробления руды для выделения готового по крупности продукта перед дробилкой (предварительное грохочение) или после операций дробления (поверочное грохочение);
- если обе операции грохочения совмещены, процесс называют совмещенным грохочением;
- самостоятельное грохочение — применяется на дробильно-сортировочных и обогатительных фабриках, перерабатывающих железные руды, с целью выделения классов, представляющих собой готовые по содержанию железа концентраты или отправляемые потребителю продукты;
- подготовительное грохочение — применяется для разделения материала на несколько классов крупности с целью их раздельной обработки;
- обезвоживающее грохочение — применяется для удаления воды из зернистого материала после промывки или отделения суспензии от конечных продуктов обогащения в тяжелых средах.

По размерам отверстий сит, зависящих от крупности исходного материала, применяют операции
- крупного (размер отверстий просеивающей поверхности 300—60 мм),
- среднего (60—25 мм),
- мелкого (25—0,2 мм) и
- тонкого (менее 0,2 мм) грохочения.

## Эффективность грохочения
Основным показателем грохочения является эффективность E (в %), определяемая отношением количества подрешётного (просеянного через отверстия) продукта к общему количеству его в исходной руде:
{\displaystyle E={\frac {\alpha -\vartheta }{\alpha (100-\vartheta )}}10^{4},\%,}
где {\displaystyle \alpha } и {\displaystyle \vartheta } — содержание нижнего класса соответственно в исходной руде и в надрешётном продукте, %.